# 1 000 kilomètres de Brands Hatch 1987
Navigation
Édition précédente Édition suivante
Les 1 000 kilomètres de Brands Hatch 1987 (officiellement appelé le Shell Gemini 1000 km), disputées le 26 juillet 1987 sur le Circuit de Brands Hatch, ont été la septième manche du Championnat du monde des voitures de sport 1987.

## La course

### Classement de la course
Voici le classement officiel au terme de la course,,,.
- Les premiers de chaque catégorie du championnat du monde sont signalés par un fond jaune.
- Pour la colonne Pneus, il faut passer le curseur au-dessus du modèle pour connaître le manufacturier de pneumatiques.
- Les voitures ne réussissant pas à parcourir 75% de la distance du gagnant sont non classées (NC).

| Pos  | Classe | no  | Écurie                      | Pilotes                                                         | Châssis                            | Pneus | Tours | Temps                      |
| Pos  | Classe | no  | Écurie                      | Pilotes                                                         | Moteur                             | Pneus | Tours | Temps                      |
| ---- | ------ | --- | --------------------------- | --------------------------------------------------------------- | ---------------------------------- | ----- | ----- | -------------------------- |
| 1    | C1     | 4   | Silk Cut Jaguar             | John Nielsen Raul Boesel                                        | Jaguar XJR-8                       | D     | 238   | 5 h 33 min 48 s 510        |
| 1    | C1     | 4   | Silk Cut Jaguar             | John Nielsen Raul Boesel                                        | Jaguar 7.0L V12 Atmo               | D     | 238   | 5 h 33 min 48 s 510        |
| 2    | C1     | 15  | Britten - Lloyd Racing      | Mauro Baldi Johnny Dumfries                                     | Porsche 962C GTi                   | G     | 238   | +1 min 13 s 000            |
| 2    | C1     | 15  | Britten - Lloyd Racing      | Mauro Baldi Johnny Dumfries                                     | Porsche Type-935 2.8L Flat-6 Turbo | G     | 238   | +1 min 13 s 000            |
| 3    | C1     | 5   | Silk Cut Jaguar             | Jan Lammers John Watson                                         | Jaguar XJR-8                       | D     | 229   | + 9 tours                  |
| 3    | C1     | 5   | Silk Cut Jaguar             | Jan Lammers John Watson                                         | Jaguar 7.0L V12 Atmo               | D     | 229   | + 9 tours                  |
| 4    | C1     | 7   | Joest Racing                | Hans-Joachim Stuck Derek Bell                                   | Porsche 962C                       | G     | 228   | + 10 tours                 |
| 4    | C1     | 7   | Joest Racing                | Hans-Joachim Stuck Derek Bell                                   | Porsche Type-935 2.8L Flat-6 Turbo | G     | 228   | + 10 tours                 |
| 5    | C1     | 2   | Brun Motorsport             | Jochen Mass Oscar Larrauri                                      | Porsche 962C                       | M     | 228   | + 10 tours                 |
| 5    | C1     | 2   | Brun Motorsport             | Jochen Mass Oscar Larrauri                                      | Porsche Type-935 2.8L Flat-6 Turbo | M     | 228   | + 10 tours                 |
| 6    | C1     | 10  | Porsche Kremer Racing       | Volker Weidler Kris Nissen                                      | Porsche 962C                       | Y     | 225   | + 13 tours                 |
| 6    | C1     | 10  | Porsche Kremer Racing       | Volker Weidler Kris Nissen                                      | Porsche Type-935 2.8L Flat-6 Turbo | Y     | 225   | + 13 tours                 |
| 7    | C2     | 102 | Swiftair Ecurie Ecosse      | David Leslie Ray Mallock                                        | Ecosse C286                        | A     | 221   | + 17 tours                 |
| 7    | C2     | 102 | Swiftair Ecurie Ecosse      | David Leslie Ray Mallock                                        | Ford Cosworth DFL 3.3L V8 Atmo     | A     | 221   | + 17 tours                 |
| 8    | C2     | 111 | Spice Engineering           | Gordon Spice Fermín Vélez                                       | Spice SE86C                        | A     | 220   | + 18 tours                 |
| 8    | C2     | 111 | Spice Engineering           | Gordon Spice Fermín Vélez                                       | Ford Cosworth DFL 3.3L V8 Atmo     | A     | 220   | + 18 tours                 |
| 9    | C1     | 1   | Brun Motorsport             | Walter Brun Jesús Pareja                                        | Porsche 962C                       | M     | 219   | + 19 tours                 |
| 9    | C1     | 1   | Brun Motorsport             | Walter Brun Jesús Pareja                                        | Porsche Type-935 2.8L Flat-6 Turbo | M     | 219   | + 19 tours                 |
| 10   | C2     | 101 | Swiftair Ecurie Ecosse      | Marc Duez Mike Wildsd                                           | Ecosse C286                        | A     | 219   | + 19 tours                 |
| 10   | C2     | 101 | Swiftair Ecurie Ecosse      | Marc Duez Mike Wildsd                                           | Ford Cosworth DFL 3.3L V8 Atmo     | A     | 219   | + 19 tours                 |
| 11   | C2     | 117 | Team Lucky Strike Schanche  | Will Hoy Martin Schanche                                        | Argo JM19B                         | A     | 213   | + 25 tours                 |
| 11   | C2     | 117 | Team Lucky Strike Schanche  | Will Hoy Martin Schanche                                        | Zakspeed 1.9L I4 Turbo             | A     | 213   | + 25 tours                 |
| 12   | C2     | 106 | Kelmar Racing               | Maurizio Gellini Ranieri Randaccio Pasquale Barberio            | Tiga GC85                          | A     | 211   | + 27 tours                 |
| 12   | C2     | 106 | Kelmar Racing               | Maurizio Gellini Ranieri Randaccio Pasquale Barberio            | Ford Cosworth DFL 3.3L V8 Atmo     | A     | 211   | + 27 tours                 |
| 13   | C2     | 118 | Chamberlain Engineering     | Olindo Iacobelli Jean-Louis Ricci John Nicholson                | Spice SE86C                        | A     | 201   | + 37 tours                 |
| 13   | C2     | 118 | Chamberlain Engineering     | Olindo Iacobelli Jean-Louis Ricci John Nicholson                | Ford Cosworth DFL 3.3L V8 Atmo     | A     | 201   | + 37 tours                 |
| 14   | C2     | 114 | Team Tiga Ford Denmark      | Thorkild Thyrring Val Musetti (en)                              | Tiga GC287                         | A     | 182   | + 56 tours                 |
| 14   | C2     | 114 | Team Tiga Ford Denmark      | Thorkild Thyrring Val Musetti (en)                              | Ford Cosworth BDT-E 2.3L I4 Turbo  | A     | 182   | + 56 tours                 |
| 15   | C2     | 127 | Chamberlain Engineering     | Nick Adams John Foulston                                        | Spice SE86C                        | A     | 181   | + 57 tours                 |
| 15   | C2     | 127 | Chamberlain Engineering     | Nick Adams John Foulston                                        | Hart 418T 1.8L I4 Turbo            | A     | 181   | + 57 tours                 |
| 16   | C2     | 171 | CEE Racing                  | John Fyda Laurence Jacobsen "Stingbrace"                        | Tiga GC286                         | A     | 171   | + 67 tours                 |
| 16   | C2     | 171 | CEE Racing                  | John Fyda Laurence Jacobsen "Stingbrace"                        | Ford Cosworth BDT-E 2.3L I4 Turbo  | A     | 171   | + 67 tours                 |
| NC   | C2     | 178 | Automobiles Louis Descartes | Rudi Thomann Jean-Claude Ferrarin (de) Gérard Tremblay          | ALD 02                             | A     | 144   | + 88 tours                 |
| NC   | C2     | 178 | Automobiles Louis Descartes | Rudi Thomann Jean-Claude Ferrarin (de) Gérard Tremblay          | BMW M88 3.5L I6 Atmo               | A     | 144   | + 88 tours                 |
| NC   | C2     | 198 | Roy Baker Promotion         | David Andrews Mike Kimpton Jeremy Rossiter (en)                 | Tiga GC286                         | A     | 139   | + 93 tours                 |
| NC   | C2     | 198 | Roy Baker Promotion         | David Andrews Mike Kimpton Jeremy Rossiter (en)                 | Ford Cosworth DFL 3.3L V8 Atmo     | A     | 139   | + 93 tours                 |
| Abd. | C2     | 123 | Charles Ivey Racing         | John Sheldon Philippe de Henning                                | Tiga GC287                         | A     | 187   | Accident                   |
| Abd. | C2     | 123 | Charles Ivey Racing         | John Sheldon Philippe de Henning                                | Porsche Type-935 2.6L Flat-6 Turbo | A     | 187   | Accident                   |
| Abd. | C2     | 121 | Cosmic GP Motorsport        | Costas Los Dudley Wood James Weaver                             | Tiga GC287                         | G     | 150   | Suspension                 |
| Abd. | C2     | 121 | Cosmic GP Motorsport        | Costas Los Dudley Wood James Weaver                             | Ford Cosworth DFL 3.3L V8 Atmo     | G     | 150   | Suspension                 |
| Abd. | C2     | 177 | Automobiles Louis Descartes | Jacques Heuclin Dominique Lacaud Louis Descartes                | ALD 03                             | A     | 117   | Boite de vitesses          |
| Abd. | C2     | 177 | Automobiles Louis Descartes | Jacques Heuclin Dominique Lacaud Louis Descartes                | BMW M88 3.5L I6 Atmo               | A     | 117   | Boite de vitesses          |
| Abd. | C2     | 104 | URD Junior Team             | Rudi Seher Hellmut Mundas Sean Walker (en)                      | URD C81                            | A     | 97    | Accident                   |
| Abd. | C2     | 104 | URD Junior Team             | Rudi Seher Hellmut Mundas Sean Walker (en)                      | BMW M88 3.5L I6 Atmo               | A     | 97    | Accident                   |
| Abd. | C2     | 115 | ADA Engineering             | Tiff Needell Ian Harrower                                       | ADA 02                             | ?     | 90    | Direction                  |
| Abd. | C2     | 115 | ADA Engineering             | Tiff Needell Ian Harrower                                       | Ford Cosworth DFL 3.3L V8 Atmo     | ?     | 90    | Direction                  |
| Abd. | C2     | 116 | Techno Racing               | Giovanni Lavaggi Luigi Taverna Jean-Pierre Frey                 | Alba AR3                           | A     | 82    | Accident                   |
| Abd. | C2     | 116 | Techno Racing               | Giovanni Lavaggi Luigi Taverna Jean-Pierre Frey                 | Ford Cosworth DFL 3.3L V8 Atmo     | A     | 82    | Accident                   |
| Abd. | C2     | 200 | Dahm Cars Racing            | Robin Donovan Kenneth Leim                                      | Argo JM19                          | G     | 54    | Boite de vitesses          |
| Abd. | C2     | 200 | Dahm Cars Racing            | Robin Donovan Kenneth Leim                                      | Porsche Type-930 3.2L Flat-6 Turbo | G     | 54    | Boite de vitesses          |
| Abd. | C2     | 188 | Ark Racing                  | Lawrie Hickman Max Payne                                        | Ceekar 83J                         | A     | 10    | Suspension                 |
| Abd. | C2     | 188 | Ark Racing                  | Lawrie Hickman Max Payne                                        | Ford Cosworth DFV 3.0L V8 Atmo     | A     | 10    | Suspension                 |
| Abd. | C2     | 191 | PC Automotive               | Richard Piper Mike Catlow                                       | Royale RP40                        | ?     | 6     | Suspension                 |
| Abd. | C2     | 191 | PC Automotive               | Richard Piper Mike Catlow                                       | Ford Cosworth DFL 3.3L V8 Atmo     | ?     | 6     | Suspension                 |
| Np.  | C1     | 42  | Noël del Bello Racing       | Jean-Pierre Jaussaud Gilles Lempereur (pl) Lucien Rossiaud (de) | Sauber C8                          | G     | -     | Accident durant les essais |
| Np.  | C1     | 42  | Noël del Bello Racing       | Jean-Pierre Jaussaud Gilles Lempereur (pl) Lucien Rossiaud (de) | Mercedes-Benz M117 5.0L V8 Turbo   | G     | -     | Accident durant les essais |

## Pole position et record du tour
- Pole position :  Jan Lammers (#5 Silk Cut Jaguar) en 1 min 14 s 440
- Meilleur tour en course :  Jan Lammers (#5 Silk Cut Jaguar) en 1 min 16 s 440

## À noter
- Longueur du circuit : 4,207 km
- Distance parcourue par les vainqueurs : 1 001,071 km